# Георгий Арианити
Георгий Арианити (алб. Gjergj Aranit Komneni; 1383—1462) — крупный албанский феодал из рода Арианити, участник освободительной борьбы албанского народа против Османской империи. Отец Доники, жены Скандербега, и дядя Моиса Арианити Гогеми.
Георгий Арианити был союзником Скандербега и одним из создателей Лежской лиги (1444). В 1450 году после поражения при Берате Георгий Арианити отказался от союза со Скандербегом. Канадский учёный и специалист по Албании Роберт Элси сообщал, что Арианити заключил союз с Неаполитанским королевством (1446), разорвал союз со Скандербегом (1449) и стал союзником Венеции (1456).
В 1432 году основал Княжество Арианити с столицей в городе Берат. Княжество возникло при распаде Княжества Музаки и было объединено с другими княжествами Албании в Лежскую лигу в 1444 году.

## Биография
Представитель рода Арианити, который владел большими землями в Албании и соседних областях с XI по XVI века. В 1253 году византийские хроники упоминали Голема, правившего землями Албании, он мог быть предком Георгия Арианити. Голем женился на двоюродной сестре византийской императрицы Ирины.
Георгий был старшим из трёх сыновей Комнена Арианити (упоминается в 1392—1407 гг.). Его матерью была Саката, дочь Николая Музаки, правителя Будвы. Георгий женился на Марии Музаки, благодаря браку с которой приобрел от Малакастры до Влёры. Его центральные владения были расположены между Либраждом и Эльбасаном. С 1423 года он признал османский сюзеренитет и, вероятно, проживал при дворе султана в качестве заложника, чтобы обеспечить лояльность своих соплеменников. В 1427 году он вернулся в Албанию.

## Албанское восстание 1432—1436
Весной 1432 года в Албании вспыхнуло восстание против турецкого владычества. Первые бунты начались в центральной Албании, когда Андрей Топия поднял восстание против османского владычества и разбил небольшой турецкий отряд в горах Центральной Албании. Его победа вдохновила других лидеров к восстанию, среди них был Георгий Арианити. Вначале он был напуган, но затем увидел возможность в ходе восстания сохранить власть над отцовским доменом. Георгий Арианити, служивший в османской конницы (сипахи), вернулся из Эдирне в Албанию. Он возглавил народное восстание в области между Влёрой и Шкодером, начатое крестьянами. К восстанию присоединились город Дураццо и феодал Николай Дукаджини. Во время этого восстания Скандербег, вызванный родственниками на родину, сохранил верность султану. Османский султан Мурад II (1421—1451) отправил большое войско под командованием опытных командиров для подавления восстания в Албании. Замок Даньо в Северной Албании был взят, а род Топия вынужден был признать власть османов. Но Георгий Арианити смог одержать победу над турками-османами. Его победа усилила восстание в Южной Албании. Османский султан Мурад II во главе армии расположился лагерем в Македонии, откуда отправил 10-тысячное войско под командованием Али-бея в Албанию. Зимой 1432—1433 года Арианити устроил засаду и разгромил войско Али-бея. Несмотря на эти победы, турки-османы в 1436 году смогли подавить восстание в Албании.

## 1443—1462 годы
В августе 1443 года Георгий Арианити вновь поднял мятеж против турок и обратился за помощью к папе римскому Евгению IV. Осенью 1443 и зимой 1444 года он во главе албанских сил совершал рейды вглубь османской Македонии. В 1444 году Георгий Арианити поддержал восстание Скандербега и стал одним из создателей Лежской лиги, созданной албанскими феодалами для борьбы против османской экспансии.
В начале 1449 года Скандербег и Георгий Арианити обращались за помощью к Венецианской республики для защиты от Османской империи. Венецианцы, чтобы не нарушать перемирия с турками, предпочли сохранить нейтралитет и отказали в их просьбе. Позднее Георгий Арианити разорвал свой союз со Скандербегом.
В 1450 году во главе 3-тысячного войска он присоединился к союзу албанских князей против Венеции. В конце концов объединенные силы албанцев разбили венецианцев в битве при Дрине. Георгий Арианити был одним из главных командиров во время осады Дураццо и блокады Даньо. Некоторые из его отрядов дошли до ворот Шкодера. Георгий Арианити во главе 4-тысячного войска участвовал в осаде замка Светиград. Во время осады крепости он проявил большую отвагу. В боях погиб его брат. В 1451 году Скандербег женился на Андронике (Донике), дочери Георгия Арианити.
В 1451 году после подписания союзного договора в Гаэте со Скандербегом неаполитанский король Альфонс I заключил аналогичные договоры с албанскими феодалами Георгием Арианити, Петром Спани, Георгием Стреши Балшичем, Палом Дукаджини, Топием Музаки, Петром Химарой, Гьоном Музаки, Симоном Занебиши и Карлом Токо.
В 1460—1462 годах Георгий Арианити продолжал борьбу с Османской империей. Османский султан Мехмед II Фатих вторгся во владения князя, но не смог взять город Сопот, столицу Арианити. Вскоре турки-османы вторично вторглись во владения Георгия Арианити и при помощи подкупа (или предательства) захватили Сопот. Все население было перебито.
Георгий Арианити имел две столицы (Канина и Сопот). Его владения находились на границе с османскими владениями и поэтому служили первым форпостов на пути турок-османов.

## Семья и дети
Георгий Арианити был дважды женат. Его первой женой была Мария Музаки, представительница албанского рода Музаки. После смерти первой жены он вторично женился на итальянской аристократке Пьетрине Франкони, дочери губернатора Лечче в Неаполитанском королевстве.
Дети от первого брака:
- Андроника (Доника) Арианити, жена с 21 апреля 1451 года князя Георгия Кастриоти (Скандербега), правителя Дибры, Мати и Круи
- Войсава (Војислава) Арианити, жена князя Зеты Ивана I Черноевича
- Хиранна (Ирена) Арианити, жена Николая Дукаджини
- Елена Арианити (Јелена), жена Георгия Дукаджини
- Деспина Арианити, жена Тануша Дукаджини
- Ангелина Арианити, жена сербского деспота Стефана Бранковича
- Комита (Комнина) Арианити, жена правителя Мисии Гойко Балшича
- Екатерина Арианити, жена Николаса Боккали